# Auslogics BoostSpeed
Auslogics BoostSpeed é uma aplicação de software apresentado como um conjunto de utilitários de software destinadas a acelerar, otimizar e limpar o computador do usuário, corrigir erros de registro, melhorar o desempenho Internet, remover arquivos desnecessários e entradas e desfragmentar os discos e registro. O programa também pode ajustar as configurações do Windows para corresponder a uma configuração específica do computador com a intenção de melhorar a velocidade da Internet e reduzir a inicialização do computador e o tempo de desligamento. O programa é destinado ao uso em computadores que executam o Microsoft Windows.

## História
Auslogics BoostSpeed 3 foi a primeira versão oficial do programa. Isto começou com opções limitadas de otimização do computador e se expandiu para incluir 18 utilitários combinados em um conjunto de manutenção de computador na versão 5.2.0.0. A editora também criou o programa disponível em vários idiomas, com mais línguas que está sendo adicionado de versão para versão.